# Ilja Bojaszow
Ilja Władimirowicz Bojaszow, ros. Илья Владимирович Бояшов (ur. 16 marca 1961 w Leningradzie) – rosyjski historyk, pisarz i pedagog.

## Życiorys
Jest synem radzieckiego kompozytora, Władimira Bojaszowa. Już w dzieciństwie interesował się historią. Ukończył studia na Wydziale Historii Rosyjskiego Pedagogicznego Uniwersytetu Państwowego im. A. Hercena. Po studiach pracował przez ok. półtora roku w obwodowych komórkach Komsomołu i KPZR, a następnie był przez osiem lat przewodnikiem w Centralnym Muzeum Marynarki Wojennej w Leningradzie. W tym okresie pogłębiał wiedzę dotyczącą historii XX wieku i dziejów marynarki; zaczął też publikować pierwsze opowiadania w młodzieżowym magazynie „Kastior”. W roku 1989 został przyjęty do Związku Pisarzy ZSRR, a wkrótce potem został wykładowcą historii w Nachimowskiej Szkole Marynarki Wojennej w Leningradzie. Na tym stanowisku pracował przez 18 lat.
Pisarstwo traktuje jako zajęcie drugoplanowe. Uważa się za człowieka apolitycznego.
Do roku 2013 w Polsce ukazały się dwie jego powieści: w 2009 Wędrówka Muriego (ros. Put’ Muri), która spotkała się z mieszanymi opiniami krytyków i Czołgista kontra „Biały Tygrys” (ros. Tankist, ili „Biełyj tigr”) wydany w 2013.

## Życie osobiste
Jest żonaty i ma syna. Rodzina mieszka w Peterhofie.

## Twórczość (wybór)
- Igraj swoju miełodiju (1989)
- Biezumiec i jego synowja (2002)
- Armada (2007)
- Put’ Muri (2007)
- Powiest’ o płutie i monachie (2007)
- Gospoda oficery (2007)
- Tankist, ili „Biełyj tigr”
- Konung (2008)
- Kto nie znajet bratca Krolika! (2010)
- Kamiennaja baba (2011)
- U Christa za pazuchoj (2011)
- Edem (2012)